# Povoação (Açores)
A Povoação é uma vila portuguesa na ilha de São Miguel, Região Autónoma dos Açores, com cerca de 2 100 habitantes.
É sede do Município de Povoação com 110,30 km² de área e 6 327 habitantes (2011), subdividido em 6 freguesias. O município é limitado a norte pelos municípios da Ribeira Grande e de Nordeste, a oeste por Vila Franca do Campo e tem costa no oceano Atlântico a leste e sul.

## História
Factos históricos por ordem cronológica:
- 1444 - Gonçalo Velho Cabral desembarca na Povoação
- 1444 - 1445 - Povoamento de Água Retorta e de Povoação Velha.
- 145-? - Na Lomba do Carro, julga-se que terá sido contruida na segunda metade do séc. XV a Ermida de Santa Bárbara
- 15--? - Castelo da Povoação, chamado de Afonso Vaz, mais tarde de Forte da Mãe de Deus, terá sido construído no séc. XVI, durante o período do domínio filipino
- 1520 - Terá sido iniciado o povoamento de Faial da Terra
- 1522 - Ocorreu um grande cataclismo que soterrou por completo Vila Franca do Campo, havendo nesta época referência ao primitivo povoamento das Furnas, ou seja, de “umas cafuas de colmo e palha onde pernoitavam pastores e carvoeiros”
- 1526 - Em Faial da Terra constroi-se a primeira Igreja de Nossa Senhora da Graça que em 1597 será incendiada por piratas ingleses
- 1530 a 1588 - Na Ribeira Quente ocorrem erupções vulcânicas que moldaram a estrutura física e paisagística desta localidade
- 1553 - Construção da Igreja de Nossa Senhora do Rosário, de invocação inicial a Nossa Senhora dos Anjos
- 1588 – Na freguesia de Furnas, desmoronamento de terra devido a chuva torrencial
- 1599 - Em Faial da Terra, reinauguração da Igreja de Nossa Senhora da Graça
- 1613 - Na freguesia de Furnas, início do povoamento e construção da primeira Ermida que ali existiu sob a invocação de Nossa Senhora da Consolação (no lugar da igreja de Sant’Ana), que será destruída pela erupção de 1630
- 1615 - Início do povoamento de Ribeira Quente
- 1630 -  A “Povoação Velha” sofre uma grande calamidade sísmica; na Freguesia de Furnas, uma erupção vulcânica queima grande parte das matas do Vale e dá origem ao que atualmente se designa por Lagoa Seca; na Ribeira Quente, construção da primeira Ermida invocada a São Paulo, que desapareceu devido à sua proximidade com as águas do mar
- 1664 - Na Água Retorta, construção da primeira Ermida que existiu no sítio da atual igreja e sob a mesma invocação
- 1665 – Na Ribeira Quente, construção da primeira Ermida de invocação a São Paulo
- 1670 a 1690 - A Água Retorta é já Freguesia por esta época
- 1744 - Primeira referência a uma de muitas cheias que tem atingido a Povoação ao longo dos tempos
- 1745 – Na Freguesia de Furnas, existiam então duas Ermidas, uma de invocação a Nossa Senhora da Alegria, construída pelos padres jesuítas, e a outra de invocação a Sant’Ana
- 1751 – Na Lomba do Carro, primeira referência, através de uma carta de visitação, à existência da Ermida de Santa Bárbara, que para muitos foi o primeiro templo construído na ilha de São Miguel
- 1753 a 1765 – Na Lomba do Loução, o início e fim da construção da primeira igreja de Nossa Senhora dos Remédios como ermida e como curato sufragâneo de Nossa Senhora Mãe de Deus
- 1760 – Na Freguesia de Furnas, com a saída dos padres Jesuítas da ilha, a Ermida de Nossa Senhora da Alegria passa a ser chamada de Ermida de Santa’Ana
- 1767 - O Forte da Povoação ainda estava guarnecido, em Faial da Terra, havendo referências ao “Forte de Nossa Senhora da Graça”, que à data se encontrava em estado de ruína por ser dos mais atacados pelos mouros
- 1769 - Thomas Hickling chega a São Miguel sendo dele a iniciativa de construir, nas Furnas, uma vivenda para veraneio
- 1770 – Na freguesia de Furnas, início da construção do “Yankee - Hall”
- 1782 – Na freguesia de Furnas, a construção dos primeiros “Banhos” feitos de colmo e palha
- 1791 - Data presumível da criação da freguesia de Furnas
- 1792 – Na freguesia de Furnas, devido ao grande aumento populacional, a Ermida de Sant’Ana sofreu obras de aumento passando a sede da “Paróquia do Vale das Furnas”
- 1799 – Na Ribeira Quente, construção de nova ermida de invocação a São Paulo
- 1800 – Na Ribeira Quente, data provável da construção do Forte São Paulo
- 1820 - Povoação, Faial da Terra, Fenais e Achadinha deixam de pertencer a Vila Franca do Campo e passam a depender administrativamente do Nordeste; na Ribeira Quente, foi construído, sobre as ruínas do Forte, um espaldão que foi artilhado com uma boca-de-fogo, mas em 1822 foi desartilhado e em 1885 já não existia
- 1832 - Início do ensino oficial
- 1833 – Em Faial da Terra, o Forte de Nossa Senhora da Graça foi reconstruido e dele se “fez fogo” pela última vez durante as lutas liberais
- 1834 - Em Faial da Terra, fundação da Sociedade Musical do Sagrado Coração de Jesus
- 1837 - Conspiração das “Juntas da Paróquia”, que pretendiam a desanexação da Povoação em relação ao Nordeste
- 1838 - Chegada dos irmãos ingleses, Joseph e Henry Bullar, ao Vale das Furnas
- 1839 – A 3 de julho, Povoação é elevada a Vila e sede de Concelho, neste se incluindo incluindo Achadinha, Fenais da Ajuda, Faial da Terra, Água Retorta e Ribeira Quente; a responsabilidade do funcionamento dos “Banhos” passa de Vila Franca do Campo para a Freguesia de Furnas
- 1839 a 1847 - Lombas da Povoação - A expansão económica da Povoação começou com a abertura de “estradas”, iniciada com a autonomia de 1839, e em 1847 a Câmara Municipal decide construir a ligação entre a Povoação e as suas sete Lombas.
- 1840 a 1865 - Na Lomba do Alcaide existia um pequeno templo de invocação a Nossa Senhora da Bonança
- 1841 - Sobre a Freguesia de Furnas, publicação, em Londres, do livro escrito pelos irmãos Bullars, quando da sua visita ao vale das Furnas
- 1848 - Início da construção da Igreja de Nossa Senhora Mãe de Deus
- 1850? - Criação do cemitério público da Vila da Povoação, Cemitério de São João
- 1854 - O concelho da Povoação era considerado o “Celeiro da Ilha”; construção do engenho da Lomba do Loução
- 1856 - Conclusão das obras da Igreja de Nossa Senhora Mãe de Deus e primeira referência à procissão em homenagem a Nossa Senhora Mãe de Deus
- 1860 - Criação da banda de música Marcial Troféu
- 1864 – Na Freguesia de Furnas, fundação da Sociedade Harmónica Furnense
- 1865 - Início da construção dos atuais Paços do Concelho
- 1869 - Inauguração dos atuais Paços do Concelho
- 1870 - Em Faial da Terra, criação da primeira escola oficial para o sexo masculino
- 1871 – Em Água Retorta é feito o pedido ao Governo para a criação da primeira escola; em Faial da Terra é feito o pedido para a criação de uma escola do sexo feminino
- 1872 – Em Água Retorta, início da construção da Igreja de Nossa Senhora Penha de França
- 1874 – Na Freguesia de Furnas, criação do primeiro lugar da escola oficial
- 1879 - Criação da banda de música "União dos Amigos" e do jornal “O Povoacense”; na Lomba do Carro, forte abalo de terra deixou a Ermida de Santa Bárbara praticamente destruída, seguindo-se as obras de reconstrução
- 1881 - Por esta época, o Forte da Mãe de Deus, já não existia; na Lomba do Alcaide, destruição do templo a Nossa senhora da Bonança por um grande terramoto
- 1882 - Criação do jornal “Aurora Povoacense”
- 1884 a 1886 - Na Freguesia de Furnas, criação do primeiro lugar da escola oficial
- 1889 - Na Freguesia de Furnas, registo da existência de várias nascentes, muitas delas persistindo na atualidade
- 1890 - Fundação do jornal “A Lide”
- 1891 - Criação da banda de música “União e Arte”; na Lomba do Loução, fundação da banda de música “Sociedade Filarmónica União e Amizade”
- 1893 – Na Lomba do Loução, início da construção da Igreja de Nossa Senhora dos Remédios; na Freguesia de Furnas, primeiros testemunhos acerca da “atividade turística” com a existência do “Hotel Furnense”, da família de Jeronymo de Carvalho
- 1894 - Fundação do jornal “Clamor Popular”; na Lomba do Carro, bênção da Ermida de Santa Bárbara
- 1896 - Grande cheia assola a Povoação
- 1898 – Na Freguesia de Furnas, criação do primeiro lugar para escola feminina
- 1899 - Criação do Bairro da Caridade e inauguração do Fontanário Público no Largo do Bairro da Caridade, em homenagem às vítimas da cheia de 1896
- 1900 – Em Faial da Terra, construção da Ermida de Nossa Senhora de Lourdes
- 1901 - Na Freguesia de Furnas, lançamento da primeira pedra para a construção da Igreja de Nossa Senhora da Alegria pela Rainha D.ª Amélia
- 1902 - Criação do ensino oficial feminino e do jornal “Gazeta Povoacense”; na Lomba do Loução, criação da primeira escola do ensino primário para o sexo masculino; na Ribeira Quente, aprovação do projeto de construção da estrada de ligação entre Ribeira Quente e Furnas e criação da primeira escola oficial
- 1904 - Fundação do jornal “O Correio Povoacence”
- 1905 - Primeira procissão do Corpo de Deus, promovida por iniciativa do Padre Ernesto Jacinto Raposo
- 1908 - Criação da banda de música “Lyra de Euterpe”; na Ribeira Quente, instalação da Central dos Tambores
- 1909 - Chega à Vila da Povoação a imagem de Nossa Senhora Mãe de Deus, encomendada ao escultor Esteves de Carvalho, da cidade do Porto; na Ribeira Quente, violento temporal leva o mar a arruinar algumas habitações de pescadores destruindo a Igreja e o cemitério
- 1910 - Aquisição da imagem de São José, instituindo-se nesse ano, a sua festa. É instituído o 1º Feriado Municipal durante sessão camarária
- 1911 - Aquisição da imagem de Nosso Senhor dos Passos; na Lomba do Botão, criação, por decreto, da primeira escola, que só funcionou a partir de 1912; na Ribeira Quente, início da construção da Igreja de São Paulo
- 1913 – Na Freguesia de Furnas, edificação dos “Banhos Novos”
- 1914 – Na Lomba do Loução, criação da escola para o ensino feminino; na Ribeira Quente, criação da escola para o sexo feminino
- 1915 - Inauguração da luz elétrica na Vila da Povoação
- 1916 - A Paróquia de Nossa Senhora Mãe de Deus é elevada à categoria de Ouvidoria
- 1917 - Fundação do jornal “Ecos do Levante”; na Ribeira Quente, fim da construção da Igreja de São Paulo
- 1922 - Fundação do jornal “Notícias da Povoação”
- 1923 - Fundação do jornal “A República” ou “Semanário Republicano Democrático”
- 1928 - Aprovação dos estatutos para a criação da Irmandade da Misericórdia da Povoação ou Santa Casa da Misericórdia da Povoação; na Ribeira Quente, construção da nova estrada, ligando o Lugar da Ribeira ao Lugar do Fogo
- 1929 – Na Ribeira Quente, instalação da Central do Canário e início do funcionamento da escola para o sexo feminino
- 1930 - Conclusão da construção do edifício da Santa Casa da Misericórdia; na Lomba do Loução, criação, na propriedade do Monte Simplício, da Ermida de Nossa Senhora do Monte; na Lomba do Alcaide, criação da primeira escola do ensino primário; na Freguesia de Furnas, conclusão da estrada que liga as Furnas à Ribeira Quente
- 1932 - Grande terramoto que destruiu grande parte da Igreja de Nossa Senhora do Rosário; no Faial da Terra, grande abalo de terra arrasou completamente a Ermida de Nossa Senhora de Lourdes (mais tarde reconstruída), havendo telégrafo e eletricidade
- 1933 – Na Freguesia de Furnas, constituição da “Sociedade Terra Nostra”
- 1935 – Conclusão da reconstrução da Igreja de Nossa Senhora do Rosário; em Faial da Terra, a escola de ensino misto funciona em edifício próprio
- 1936 – Na Freguesia de Furnas, o “Jardim do Tanque” foi adquirido pela Sociedade Terra Nostra; na Ribeira Quente, inauguração do 1º Túnel na estrada da Ribeira Quente e a Câmara Municipal constrói o Mercado de Peixe, que depois serviu de alojamento de tropa e mais tarde de escola primária;
- 1937 – Na Freguesia de Furnas, abertura ao público do Parque Terra Nostra
- 1939 - Aprovação heráldica das Armas, Bandeira e Selo pelo Ministério do Interior; em Água Retorta, separação de escolas masculina e feminina
- 1940 – Na Freguesia de Furnas, a Igreja de Nossa Senhora da Alegria ainda em fase de construção serviu de aquartelamento às tropas portuguesas e em 1949 ainda prosseguiam as obras; na Ribeira Quente, inauguração do 2º Túnel na estrada da Ribeira Quente e consequente finalização da estrada de ligação entre esta localidade e Furnas
- 1943 - Elevação do lugar da Ribeira Quente a Freguesia
- 1944 - Na Lomba do Botão, criação da Escola Mista
- 1946 - A Ribeira Quente foi vítima de um violento ciclone
- 1947 – Na Água Retorta, fundação da Banda de Música de Nossa Senhora Penha de França
- 1951 – Na Lomba do Pomar, criação do primeiro posto escolar de frequência mista
- 1952 a 1953 – Forte crise sísmica, onde um sismo atingiu o grau VII na escala de Mercalli, afetou a costa sul da ilha com maior incidência na Ribeira Quente; em 1953 decorreu a reconstrução da muralha da orla marítima e a instalação da Central dos Túneis
- 1956 - Comemoração do 1º Centenário da Igreja de Nossa Senhora Mãe de Deus; na Lomba do Cavaleiro, criação da Escola Mista
- 1957 - Elevação da Lomba do Loução a Freguesia com a denominação de Nossa Senhora dos Remédios; na Freguesia de Furnas, inauguração do Cine-Furnense
- 1958 – Na Lomba do Loução, criação da Paróquia de Nossa Senhora dos Remédios
- 1962 - Inauguração do novo Hospital da Povoação
- 1963 - Aprovação dos estatutos para a criação da Fundação Maria Isabel do Carmo Medeiros; na Freguesia de Furnas, inauguração da Igreja de Nossa Senhora da Alegria
- 1966 – Na Lomba do Botão, início da construção da Igreja sob a invocação de Nossa Senhora de Fátima
- 1969 - Criação do Externato Maria Isabel do Carmo Medeiros; na Lomba do Botão, inauguração da Igreja de Nossa Senhora de Fátima e inauguração do Centro Infantil Nossa Senhora Mãe de Deus, fundado pela Congregação de Religiosas das Escravas do Divino Coração
- 1973 - Os habitantes da Lomba do Botão em conjunto com os da Lomba do Pomar, nomearam uma Comissão Promotora para a criação da Freguesia, a qual dariam o nome de “Freguesia de Nossa Senhora de Fátima”, aspiração que não se concretizou
- 1976 – Na Freguesia de Furnas, fundação do Grupo Folclórico das Camélias
- 1977 – Na Lomba do Alcaide, criação da Casa Alcadense
- 1979 – Na Lomba do Alcaide, início da construção da Ermida sob a invocação do Divino Espírito Santo
- 1984 - Na Lomba do Alcaide, inauguração da Ermida sob a invocação do Divino Espírito Santo
- 1993 - Criação da Biblioteca da Câmara Municipal da Povoação
- 1994 - Criação do Centro Social e Paroquial da Lomba do Loução
- 1997 – Na Ribeira Quente, grande desabamento de terra, fruto de chuvas torrenciais, destruiu parte da freguesia e vitimou 29 pessoas
- 2004 – Na Lomba do Loução, o Engenho reabre ao público como Museu Etnográfico do Trigo, único na Ilha de São Miguel
- 2018 - Na Lomba do Carro, inauguração, a 1 de novembro, das obras de recuperação da Ermida de Santa Bárbara

## Freguesias
As freguesias do município da Povoação são as seguintes:
- Água Retorta
- Faial da Terra
- Furnas
- Nossa Senhora dos Remédios
- Povoação
- Ribeira Quente

## População
| Número de habitantes *                   | Número de habitantes * | Número de habitantes * | Número de habitantes * | Número de habitantes * | Número de habitantes * | Número de habitantes * | Número de habitantes * | Número de habitantes * | Número de habitantes * | Número de habitantes * | Número de habitantes * | Número de habitantes * | Número de habitantes * | Número de habitantes * | Número de habitantes * |
| ---------------------------------------- | ---------------------- | ---------------------- | ---------------------- | ---------------------- | ---------------------- | ---------------------- | ---------------------- | ---------------------- | ---------------------- | ---------------------- | ---------------------- | ---------------------- | ---------------------- | ---------------------- | ---------------------- |
| 1864                                     | 1878                   | 1890                   | 1900                   | 1911                   | 1920                   | 1930                   | 1940                   | 1950                   | 1960                   | 1970                   | 1981                   | 1991                   | 2001                   | 2011                   | 2021                   |
| 9 679                                    | 11 894                 | 10 881                 | 11 087                 | 10 792                 | 10 539                 | 12 318                 | 14 061                 | 15 498                 | 15 064                 | 12 820                 | 8 458                  | 7 323                  | 6 726                  | 6 327                  | 5 791                  |
| Número de habitantes por Grupo Etário ** |                        |                        |                        |                        |                        |                        |                        |                        |                        |                        |                        |                        |                        |                        |                        |
|                                          |                        |                        | 1900                   | 1911                   | 1920                   | 1930                   | 1940                   | 1950                   | 1960                   | 1970                   | 1981                   | 1991                   | 2001                   | 2011                   | 2021                   |
| 0-14 Anos                                | 0-14 Anos              | 0-14 Anos              | 4 034                  | 4 084                  | 3 971                  | 4 640                  | 4 982                  | 5 261                  | 5 599                  | 4 760                  | S/ dados               | 1 897                  | 1 449                  | 1 118                  | 777                    |
| 15-24 Anos                               | 15-24 Anos             | 15-24 Anos             | 1 958                  | 1 702                  | 1 755                  | 2 281                  | 2 675                  | 2 790                  | 2 406                  | 2 170                  | S/ dados               | 1 325                  | 1 136                  | 910                    | 724                    |
| 25-64 Anos                               | 25-64 Anos             | 25-64 Anos             | 4 562                  | 4 215                  | 4 086                  | 4 623                  | 5 434                  | 6 389                  | 6 162                  | 4 975                  | S/ dados               | 3 070                  | 3 173                  | 3 388                  | 3 289                  |
| = ou > 65 Anos                           | = ou > 65 Anos         | = ou > 65 Anos         | 555                    | 757                    | 799                    | 827                    | 909                    | 858                    | 897                    | 915                    | S/ dados               | 1 031                  | 968                    | 911                    | 1 001                  |

- Número de habitantes "residentes", ou seja, que tinham a residência oficial neste concelho à data em que os censos  se realizaram.

- - De 1900 a 1950 os dados referem-se à população "de facto", ou seja, que estava presente no concelho à data em que os censos se realizaram. Daí que se registem algumas diferenças relativamente à designada população residente

## Património
- Capela de Nossa Senhora das Vitórias, Lagoa das Furnas

## Cultura
- Museu do Trigo de Povoação - Abrindo ao público a 31 de Julho de 2004, o Museu do Trigo integra a recuperação do Engenho Hidráulico de Debulhar Trigo da Ribeira dos Bispos, uma exposição permanente explicativa da história e das técnicas de cultivo, da colheita e debulha do trigo, assim como o uso do cereal e da palha na ilha de São Miguel.[8]